# Cantó de Janville
El cantó de Janville és un cantó francès del departament d'Eure i Loir, situat al districte de Chartres. Té 19 municipis i el cap és Janville.

## Municipis
- Allaines-Mervilliers
- Barmainville
- Baudreville
- Fresnay-l'Évêque
- Gommerville
- Gouillons
- Guilleville
- Intréville
- Janville
- Levesville-la-Chenard
- Mérouville
- Neuvy-en-Beauce
- Oinville-Saint-Liphard
- Poinville
- Le Puiset
- Rouvray-Saint-Denis
- Santilly
- Toury
- Trancrainville

## Història
| Data d'elecció                           | Identitat              | Partit                           | Qualitat |
| ---------------------------------------- | ---------------------- | -------------------------------- | -------- |
| 1945-1949                                | M. Monteil             | radical                          |          |
| 1949-1961                                | M. Billard             | RPF, després divers droite       |          |
| 1961-1979                                | Pierre Mathet          | radical, després RI, després RPR |          |
| 1979-1992                                | Jean-Yves de Franciosi | PS                               |          |
| 1992-2011                                | Martial Chevallier     | RPR, després UMP                 |          |
| 2011-                                    | Laurent Leclercq       | NC                               |          |
| les dades anteriors no són pas conegudes |                        |                                  |          |
|                                          |                        |                                  |          |

## Demografia
| A partir de 1990: Població sense dobles comptes |